# Isbjörn (drink)
Isbjörn (engelska Blue Lagoon) är en söt cocktail som görs enligt flera olika recept. En variant är gjord på sockerdricka (eller fruktsoda), vodka och blå curaçao.